# Ximena Aguilera
Ximena Aguilera, née le 7 octobre 1964 à Ñuñoa, est une médecin, chirurgienne, spécialiste en santé publique et femme politique chilienne. Elle est ministre de la Santé depuis le 6 septembre 2022.

## Biographie

### Jeunesse et formation
Ximena Aguilera nait le 7 octobre 1964 à Ñuñoa, elle est la fille du journaliste Pablo Aguilera (es).
Elle sort diplômée en tant que chirurgienne de l'Université du Chili en 1987.

### Parcours professionnel
Entre 1999 et 2005, elle est chef national de l'épidémiologie du Ministère de la Santé, et ensuite chef de la division de la Planification sanitaire de ce même portefeuille entre 2005 et 2008.
Entre 2008 et 2010, elle est conseillère principale pour les maladies transmissibles à l'Organisation panaméricaine de la santé, dans le contexte de la pandémie de grippe H1N1.
Elle a également travaillé comme consultante pour différentes organisations internationales, dont l'Organisation mondiale de la santé (OMS), le Programme des Nations Unies pour le développement (PNUD) et la Banque mondiale, menant des activités dans divers pays d'Amérique latine et en Chine.
Devenue une spécialiste reconnue en santé publique, elle est l'un des experts les plus consultés au plus fort de la pandémie de Covid-19, où elle devient membre du Conseil consultatif externe auprès du gouvernement. En mai 2020, elle se montre critique envers le président de l'époque Sebastián Piñera, et demande plus de transparence dans la livraison des données par le gouvernement.
Avant de devenir ministre, elle est directrice du Centre d'épidémiologie et des politiques de santé de la Faculté de médecine de la Clinique allemande et de l'Université du développement.

### Parcours politique
Le 6 septembre 2022, Ximena Aguilera est nommée ministre de la Santé au sein du gouvernement de Gabriel Boric. L'ancienne ministre María Begoña Yarza (es), sa prédécesseur, était critiquée,.
La ministre va devoir piloter la réponse du gouvernement face au Covid-19 au Chili et mener la réforme de la santé au Congrès, que l'ancienne ministre Yarza avait commencée.